# Gare de La Chaize-le-Vicomte
Gare de La Chaize-le-Vicomte – przystanek kolejowy w La Chaize-le-Vicomte, w departamencie Wandea, w regionie Kraj Loary, we Francji.
Jest przystankiem kolejowym Société nationale des chemins de fer français (SNCF), obsługiwanym przez pociągi TER Pays de la Loire.

## Położenie
Znajduje się na wysokości 95 m n.p.m., na 49,075 km linii Les Sables-d'Olonne – Tours, pomiędzy stacjami La Roche-sur-Yon i Fougeré.